# Mon homme Godfrey (film, 1957)
Pour le film original de Gregory La Cava, voir Mon homme Godfrey (film, 1936).
Pour plus de détails, voir Fiche technique et Distribution.
Mon homme Godfrey (titre original : My Man Godfrey) est un film américain réalisé par Henry Koster, sorti en 1957.

## Synopsis
Une héritière un peu loufoque prend pitié d'un homme qu'elle croit être à la rue. Elle insiste pour qu'il vienne avec elle et lui offre l'emploi de majordome, au grand dam de son père, surtout quand il devient clair qu'elle est en train de tomber amoureuse de lui. Mais ce nouveau majordome a un secret : il est en fait un riche aristocrate.

## Fiche technique
- Titre original : My Man Godfrey
- Titre français : Mon homme Godfrey
- Réalisation : Henry Koster
- Scénario : Peter Berneis, William Bowers et Everett Freeman d'après le roman 1101 Park Avenue d'Eric Hatch (en)
- Direction artistique : Alexander Golitzen et Richard H. Riedel
- Décors : Russell A. Gausman et Julia Heron
- Costumes : Bill Thomas
- Photographie : William H. Daniels
- Montage : Milton Carruth
- Musique : Frank Skinner
- Production : Ross Hunter
- Société de production et de distribution : Universal Pictures
- Pays de production :  États-Unis
- Langue : anglais
- Format : Couleur — 35 mm — 2,35:1 (CinemaScope) — Son : Mono (Westrex Recording System)
- Genre : Comédie romantique
- Durée : 92 minutes
- Dates de sortie : 
  - États-Unis : 11 octobre 1957 (New York)
  - France : 22 janvier 1958
- Affiche : Boris Grinsson (France)

## Distribution
- June Allyson (VF : Rosy Varte) : Irene Bullock
- David Niven (VF : Gérard Férat) : Godfrey Smith
- Jessie Royce Landis (VF : Madeleine Barbulée) : Angelica Bullock
- Robert Keith (VF : Abel Jacquin) : Alexander Bullock
- Eva Gabor (VF : Rolande Forest) : Francesca Gray
- Jay Robinson (VF : Jacques Thébault) : Vincent
- Martha Hyer (VF : Germaine Kerjean) : Cordelia Bullock
- Jeff Donnell (VF : Paulette Dubost) : Molly
- Herbert Anderson (VF : Jean Violette) : Hubert
- Eric Sinclair (VF : Jacques Thierry) : Brent
- Fred Essler (VF : Michel Gudin) : Capitaine
- Dabbs Greer (VF : Lucien Bryonne) : Lieutenant O'Connor
- Jack Mather (VF : Gérard Darrieu) : Deuxième détective
- Paul Levitt (VF : Jean-Pierre Duclos) : Jeune Homme au bar
- Harry Cheshire (VF : Philippe Mareuil) : James Elliott
- Robert Clarke (VF : Hubert Noël) : George
- Robert Brubaker (VF : Camille Guérini) : l'homme au singe
- Fred Coby (VF : Raymond Rognoni) : le détective
- Robert Foulk (VF : Jean-Henri Chambois) : le motard
- William Hudson (VF : Alain Nobis) : Howard
- Thomas Browne Henry (VF : Georges Sellier) : Henderson
- Richard Deacon (VF : Guy Mairesse) : Farnsworth

## Autour du film
- Le film est le remake d'un film homonyme de 1936 réalisé par Gregory La Cava avec Carole Lombard et William Powell dans les rôles principaux.